# Phaisali (huyện)
Phaisali (tiếng Thái: ไพศาลี) là một huyện (amphoe) ở phía đông của tỉnh Nakhon Sawan, Thái Lan.

## Lịch sử
Phaisali là một thành phố cổ, ở đây còn có một số tàn tích của Khmer tại tambon Samrong Chai. Ngoài ra còn có các hiện vật tiền sử ở tambon Pho Prasat và Na Khom, cùng thời với Ban Chiang.
Huyện được lập làm tiểu huyện (King Amphoe) ngày 1 tháng 1 năm 1962, với 3 tambon Samrong Chai, Khok Duea và Takhro từ huyện Tha Tako. Đơn vị này đã được nâng cấp thành huyện ngày 27 tháng 7 năm 1965.

## Địa lý
Các huyện giáp ranh (từ phía bắc theo chiều kim đồng hồ) là Nong Bua của tỉnh Nakhon Sawan, Bueng Sam Phan và Wichian Buri của tỉnh Phetchabun, Khok Charoen và Nong Muang của tỉnh Lopburi, và Tak Fa và Tha Tako của Nakhon Sawan.

## Hành chính
Huyện này được chia thành 8 phó huyện (tambon), các đơn vị này lại được chia ra thành 101 làng (muban). Phaisali là một thị trấn (thesaban tambon) nằm trên một phần của tambon Phaisali và Khok Duea. Có 8 Tổ chức hành chính tambon.
| STT | Tên          | Tên tiếng Thái | Số làng | Dân số |  |
| --- | ------------ | -------------- | ------- | ------ |  |
| 1.  | Khok Duea    | โคกเดื่อ         | 9       | 7.091  |  |
| 2.  | Samrong Chai | สำโรงชัย        | 20      | 11.222 |  |
| 3.  | Wang Nam Lat | วังน้ำลัด         | 10      | 8.003  |  |
| 4.  | Takhro       | ตะคร้อ          | 18      | 11.817 |  |
| 5.  | Pho Prasat   | โพธิ์ประสาท      | 13      | 6.564  |  |
| 6.  | Wang Khoi    | วังข่อย          | 11      | 7.783  |  |
| 7.  | Na Khom      | นาขอม          | 11      | 5.697  |  |
| 8.  | Phaisali     | ไพศาลี          | 9       | 12.622 |  |